# 하야부사 (음반)
《하야부사》(일본어: ハヤブサ)는 2000년 7월 26일 발매된 스피츠의 9번째 정규 음반이다. 총 14곡이 수록되어 있다.

## 수록곡
1. 〈이마〉 (今)
2. 〈호로 카모메와 도코데모 album mix〉 (放浪カモメはどこまでも album mix)
3. 〈이로하〉 (いろは)
4. 〈사라바 유니버스〉 (さらばユニヴァース)
5. 〈아마이 테〉 (甘い手)
6. 〈Holiday〉
7. 〈8823〉
타이틀 곡은 〈8823〉으로 하야부사로 읽힌다. 영국의 밴드〈더 폴리스〉를 의식한 곡이다. 가사 중 "너를 불행하게 할 수 있는 건 오직 나뿐"이란 문구가 화제가 되었다. 시이나 링고도 자신의 라이브에서 연주한 적이 있다. 구로누마 겐의 작품을 원작으로 한 특촬물 《해저인 8823》에서 기인했다고 음악 평론가 시부야 요이치가 언급하고 있지만, 스피츠의 리더 구사노 마사무네는 자기가 좋아하는 사이카 료헤이의 만화 캐릭터에서 연상했다고 한다. 록 페스티벌 〈ASIAN KUNG-FU GENERATION presents NANO-MUGEN FES.〉의 컴필레이션 음반 《ASIAN KUNG-FU GENERATION presents NANO-MUGEN COMPILATION 2009》에도 수록되어 있다.
8. 〈우추무시〉 (宇宙虫)
9. 〈하트가 카에레나이〉 (ハートが帰らない)
10. 〈호타루〉 (ホタル)
11. 〈메모리즈 커스텀〉 (メモリーズ・カスタム)
12. 〈오레노 아카이 호시〉 (俺の赤い星)
13. 〈Je T'Aime?〉 (ジュテーム?)
14. 〈아카네〉 (アカネ)